# Якимівка (Запорізький район)
Яки́мівка — село в Україні, у Запорізькому районі Запорізької області. Входить до складу Петро-Михайлівської сільської громади. Колишній орган місцевого самоврядування — Тернівська сільська рада.
Площа села — 89 га. Кількість дворів — 29, кількість населення на 01.01.2007 р. — 78 чол.

## Географія
Село Якимівка знаходиться в балці Широка по якій протікає пересихаючий струмок, на відстані 3,5 км від села Тернівка.
Село розташоване за 40 км від міста Вільнянськ, за 50 км від обласного центру.
Найближча залізнична станція — Славгород-Південний (Дніпропетровська область) — знаходиться за 10 км від села.

## Історія
Село утворилась в першій половині XIX ст., назву одержало від балки.
7 (20) листопада 1917 року, відповідно до Третього Універсалу Української Центральної Ради, увійшло до складу Української Народної Республіки.
Внаслідок поразки Перших визвольних змагань село надовго окуповане більшовицькими загарбниками.
В 1932-1933 селяни пережили сталінський геноцид.
День села відзначається 21 вересня; в цей день 1943 р. Якимівку було захоплено Червоною Армією.
З 24 серпня 1991 року село входить до складу незалежної України.
В березні 2016 року у селі демонтовано «пам'ятник Леніну».

## Пам'ятки
За 500 м на південь від села знаходиться братська могила червоноармійців.